# Andrija Filipović
Andrija Filipović (* 18. April 1997 in Rijeka) ist ein kroatischer Fußballspieler.

## Karriere

### Verein
Andrija Filipović erlernte das Fußballspielen in den Jugendmannschaften von NK Crikvenica und HNK Rijeka. Von Februar 2015 bis Juni 2015 wurde er von HNK Rijeka an die U19-Mannschaft des italienischen Erstligisten Juventus Turin ausgeliehen. Von August 2015 bis Juni 2016 spielte er auf Leihbasis für die U19 vom ebenfalls in Italien beheimateten Spezia Calcio. Seinen ersten Vertrag unterschrieb er Ende August 2016 beim unterklassigen italienischen Verein Robur Siena in Siena. Im Februar 2017 ging er nach Slowenien. Hier unterschrieb er einen Vertrag beim Erstligisten ND Gorica. Für den Verein aus Nova Gorica bestritt er 62 Ligaspiele. Hierbei erzielte er elf Treffer. Im Juli 2019 unterschrieb er in den Niederlanden einen Vertrag beim Zweitligisten NAC Breda. Nach 15 Ligaspielen kehrte er im Februar 2020 wieder nach Slowenien zurück. Hier verpflichtete ihn der Erstligist NŠ Mura. Mit dem Verein aus Murska Sobota feierte er 2021 die slowenische Meisterschaft. Nach 32 Ligaspielen, in denen er vier Treffer erzielte, wechselte er im September 2021 für sechs Monate zum albanischen Erstligisten FK Partizani Tirana. Für den Verein aus der Hauptstadt Tirana bestritt er sechs Ligaspiele. Von Februar 2022 bis Januar 2024 spielte er in Kasachstan für die Erstligisten FK Atyrau und FK Aqtöbe. 2024 spielte er in Ungarn für den Erstligisten Kisvárda FC und in Usbekistan für den Erstligisten Bunyodkor Taschkent. Ende Dezember 2024 unterschrieb er in Thailand einen Vertrag beim Erstligisten PT Prachuap FC.

### Nationalmannschaft
Andrija Filipović spielte 2015 dreimal in der kroatischen U19-Nationalmannschaft.

## Erfolge
NŠ Mura
- Slowenischer Meister: 2020/21